# 미국 유럽-아프리카 육군
미국 유럽-아프리카 육군은(United States Army Europe and Africa (USAREUR-AF))는 유럽 대륙 전구 대응 지역으로서 독일에 본부를 두고 있는 미국 육군의 해외 주둔군이자 미국 유럽 사령부(EUCOM)의 근무 구성 사령부으로, 제2차 세계 대전 후기인 1944년에 창설된 미국 육군 유럽 작전전구(ETOUSA)의 후신 조직이다. 모토는 "Keepers of the Peace→평화의 지킴이들"

## 역사
1966년 12월 1일, USAREUR과 제7군이 병합되었다.

### 21세기
2006년 7월, 독일 뷔르츠부르크 레이턴 막사(Leighton Barracks)에 주둔하던 제1보병사단이 미국 본토로 귀환하여 캔자스주 포트 라일리에 주둔하기 시작하였다.
2011년 5월에 제1기갑사단이 독일 비스바덴 육군 비행장을 떠나 텍사스주 포트 블리스로 복귀하였다.
2016년 7월, 합동다국적훈련사령부(JMTC)가의 원래 이름인 제7군 훈련사령부로 되돌려졌다.
육군부가 2020년 11월 20일부로 미국 유럽 육군과 미국 아프리카 육군이 병합된다고 발표하였다. 다른 군종의 유럽 지역사령부처럼 미국 유럽-아프리카 육군(USAREUR-AF)이 되며, 아프리카 육군에 배정되었던 부대는 USAREUR-AF로 재배정될 것이고, 아프리카 육군은 이전 부대명에 아프리카를 붙여서 남유럽-아프리카 태스크포스(SETAF-AF)가 된다.

## 지휘부
- 사령관: 중장 크리스토퍼 카볼리 (Christopher Cavoli); 2018년 1월 18일 취임.
- 부사령관: 티모시 맥과이어 (Timothy McGuire); 2016년 6월 1일 취임.
- 방위군 담당 부사령관: 소장 존 그론스키 (John Gronski); 2016년 5월 1일 취임.
- 예비군 동원 부사령관: 준장 케이드 리시 (Kate Leahy); 2017년 8월 취임.
- 주임원사: 알베르토 델가도 (Alberto Delgado); 2018년 2월 20일 취임.
- 참모장: 독일 육군 준장 Kai Ronald Rohrschneider, 2017년 1월 26일 취임.

## 부대

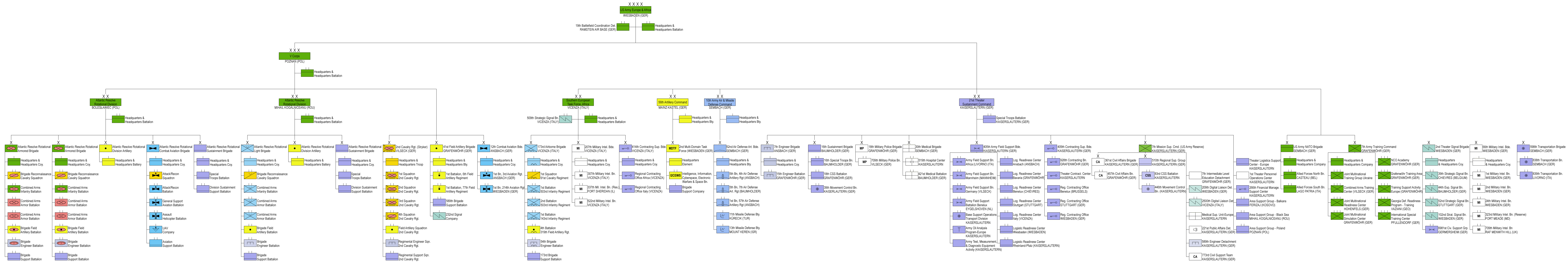
USAREUR-AF 조직도표
(2023년)

### 주요사령부
- 본부 및 본부대대
- 제5(V)군단
- 제56포병사령부
- 제7군 훈련사령부
- 제10육군방공미사일방어사령부
- 제21전구지원사령부
- 남유럽-아프리카 태스크포스
- 미국 유럽-아프리카 육군 군악대와 합창단
- 미국 유럽 육군 NATO 여단
- 제19전장협조분견대

### 지원부대
- 제2통신여단
- 제5헌병대대, CID
- 제66군사정보여단
- 제405육군야전지원여단
- 제409계약지원여단
- 제598수송여단 (SDDC)
- 유럽 의무대응사령부 (MRC-E)
  - 유럽 치의사령부 (DHCE)
  - 유럽 보건사령부 (PHCE)
  - 란츠후트 지역의료원 (LRMC)
  - 바이예른 의무청 활동처 (MEDDAC-Bavaria)
- 시설관리사령부 유럽지국 (IMCOM-E)
  - USAG 안스바치
  - USAG 바이예른
  - USAG 베네룩스
  - USAG 이탈리아
  - USAG 라인란트팔츠
  - USAG 스투트가르트
  - USAG 비스바덴
- 미국 육군 공병대 유럽지부
- 미국 육군 유럽 의료군수원

### 유럽 지원부대
- 코소보군, 동부지역사령부 (MNBG RC-East) - 캠프 본스틸

## 프로그램

### 작전
- 대서양 결의 작전(영어판) - 유럽 안보체계 확립.
- 개선된 전방 주둔 (Enhanced Forward Presence) - NATO 연합지상사령부와 협력.
- 우크라이나 합동다국적훈련단 (Joint Multinational Training Group-Ukraine)
- 코소보군(Kosovo Force)

### 연습
- 제7군 훈련사령부 주관
  - Allied Spirit
  - Combined Resolve
  - Dynamic Front: 합동 화력/포격 훈련
  - Rapid Trident
  - Saber Junction: 제2기병연대 주관.
- 미국 유럽 육군 주관
  - Noble Partner: 조지아 국군과의 훈련, 조지아 국내의 훈련장에서 진행됨.
  - Saber Guardian
  - Saber Strike
  - Swift Response: 다국적 공수훈련, 제82공수사단 예하 여단전투단에서 순환하며 주관. 이스라엘, 이탈리아, 폴란드, 포르투갈, 스페인, 영국 등의 정규군 공수부대를 운영하는 군대에서 참가한다.

## 기록

### 계보
- 1942년 1월 8일, United States Army Forces in the British Isles
→주브리튼 제도 미국 육군
- 1942년 6월 8일, Headquarters, European Theater of Operations, United States Army
→미국 육군 유럽 작전전구, 본부
- 1945년 8월 1일, Headquarters, United States Forces, European Theater
→미국 유럽 전구군, 본부
- 1947년 3월 15일, Headquarters, European Command
→유럽 사령부, 본부
- 1952년 8월 15일, Headquarters, United States Army, Europe
→미국 유럽 육군, 본부
- 2010년 4월 17일Headquarters and Headquarters Battalion, United States Army Europe
→미국 유럽 육군, 본부 및 본부대대

별지 1
- 1943년 2월 25일, Headquarters and Headquarters Company, Seventh Army
→제7군, 본부 및 본부중대
- 1965년 9월 25일 - 제7군 특수병력, 본부와 본부 및 본부중대를 통합함.

별지 2
- 1943년 2월 25일, Headquarters, Special Troops, Seventh Army
→제7군, 특수병력, 본부

### 전역
| 스트리머                   | 내역                                                                                              |
| -------------------------- | ------------------------------------------------------------------------------------------------- |
| 제2차 세계 대전, 유럽 전구 | - 시칠리 - 로마-아르노 - 북프랑스 - 남프랑스 (화살촉) - 라인란트 전역 - 안데스-알자스 - 중앙 유럽 |

## 참고 문헌

### 웹
- “Headquarters and Headquarters Battalion United States Army Europe”. 미국 육군 역사관. 2013년 3월 22일. 2014년 7월 15일에 원본 문서에서 보존된 문서. 2014년 6월 10일에 확인함.

### 영상
- 미국 유럽-아프리카 육군 - 인터넷 아카이브 무료로 다운로드
- 미국 유럽-아프리카 육군 - 인터넷 아카이브 무료로 다운로드